# Hymenophyllum tunbrigense
Hyménophylle de Tunbridge
Espèce
L'Hyménophylle de Tunbridge (Hymenophyllum tunbrigense) est une espèce de petites fougères du genre Hymenophyllum dans la famille des Hyménophyllacées.

## Description
Le rhizome, filiforme et non écailleux, porte de très petites frondes ne dépassant pas une douzaine de centimètres. Les frondes sont translucides, d'apparence fragile - elles ne comportent que quelques couches de cellules.

## Habitats
L'Hyménophylle de Tunbridge peut former des colonies importantes sur des rochers humides siliceux, souvent au milieu de mousses.

## Répartition
Elle est aujourd'hui présente sur la façade maritime de la France, dans les départements du Finistère, des Côtes-d'Armor, de la Manche, de l'Orne, ainsi que dans les Pyrénées Atlantiques. Sa mention en Eure-et-Loir est erronée. Elle a aussi été signalée autrefois dans les Hautes-Pyrénées et en Corse. Une station est connue dans les Vosges dans le Val de Senones en Lorraine et une au Luxembourg.
Au niveau mondial, elle est présente en Europe occidentale, aux Açores, à Madère, au Canaries et en Amérique du Sud.

## Statut de protection
Elle est intégralement protégée en France (Annexe 1 de l'Arrêté du 20 janvier 1982).